# Anna Mix
Anna Mix, född 8 maj 2010, död 27 december 2024, var en fransk varmblodig travhäst som tävlade åren 2013–2018. Hon deltog under sin tävlingskarriär både i sulkylopp och montélopp. Hon tränades av Franck Leblanc i Frankrike, och under sina besök i Sverige tränades hon av Sofia Aronsson.

## Karriär
Anna Mix började tävla i augusti 2013 och tog sin första seger i sin tredje start. Under sin tävlingskarriär sprang hon in 1 320 757 euro (cirka 13,2 miljoner kronor) på 76 starter, varav 19 segrar, 16 andraplatser och 11 tredjeplatser. Hon tog karriärens största seger i Europeiskt championat för ston (2016) med kusken Erik Adielsson. Hon har även vunnit Grupp 2-loppen Prix de Croix (2016) och Prix de Bretagne (2016). Hon placerade sig även på andra plats i 2015 års upplaga av Prix de Paris.
Anna Mix var även verksam i travdisciplinen monté, och hon tog sin största montéseger i Olympiamontén (2018) på Åbytravet tillsammans med Josefine Ivehag.

### Startproblem
Anna Mix kvalificerade sig till 2017 års upplaga av Prix d'Amérique på Vincennesbanan i Paris. Väl i starten ville hon inte vända upp, utan efter två omstarter ströks hon, och blev efteråt portad från att starta i voltstartslopp på Vincennesbanan på obestämd tid. Även i Åby Nordic Monté Trophy upprepade sig startproblemen, denna gången med franska ryttaren Franck Nivard på ryggen.

### Slutet på tävlingskarriären
I början av 2019 meddelades det att Anna Mix slutar att tävla, och framöver kommer att vara verksam som avelssto. Hennes sista lopp blev på GelsenTrabPark den 16 oktober 2018, där hon placerade sig på tredje plats.

### Avel
I februari 2020 fick Anna Mix sitt första föl. Fölets pappa var Ready Cash.
Anna Mix köptes 2022 av danska Panamera Racing för 1,5 miljoner kronor, för att fortsätta användas för avel av de nya ägarna.

### Död
Anna Mix avlivades den 27 december 2024 efter att hon brutit benet i sin hage i Tapernöjet, Danmark. Hon bröt benet efter att ha blivit skrämd av fyverkerier.